# Paranaguá (tiểu vùng)
Paranaguá là một tiểu vùng thuộc bang Paraná, Brasil. Tiều vùng này có diện tích 6056 km², dân số năm 2007 là 235595 người.